# Geraldo Majella Agnelo
Geraldo Majella Agnelo, brazilski rimskokatoliški duhovnik, škof in kardinal, * 19. oktober 1933, Juiz de Fora, Brazilija, † 26. avgust 2023, Londrina, Brazilija.

## Življenjepis
29. junija 1957 je prejel duhovniško posvečenje.
5. maja 1978 je bil imenovan za škofa paranskega Toleda; škofovsko posvečenje je prejel 6. avgusta 1978 in ustoličen je bil 10. septembra istega leta.
4. oktobra 1982 je bil imenovan za nadškofa Londrine, 16. septembra 1991 za tajnika Kongregacije za sveto bogoslužje in disciplino zakramentov ter 13. januarja 1999 za nadškofa São Salvador de Bahie.
21. februarja 2001 je bil povzdignjen v kardinala in imenovan za kardinal-duhovnika S. Gregorio Magno alla Magliana Nuova.
12. januarja 2011 se je upokojil kot nadškof Bahie.